# Storia dei Las Vegas Raiders

Il logo dei Raiders fu ispirato dal volto dell'attore Randolph Scott.

I Las Vegas Raiders sono un club di football americano professionistico nato nel 1960 con sede a Las Vegas. Fondato nel 1960 a Oakland, si trasferì a Los Angeles nel 1982 per tornare a Oakland nel 1995. Si è spostata a Las Vegas nel 2019. Questa voce approfondisce la storia della franchigia dal 1960 ad oggi.

## Primi anni (1960-62)
Pochi mesi dopo il primo Draft della American Football League nel 1959, i proprietari della franchigia, allora senza nome, di Minneapolis accettarono un'offerta per entrare nella rivale National Football League come expansion team (da lì in poi conosciuto come Minnesota Vikings) nel 1961, costringendo la AFL a ricercare un sostituto. All'epoca, Oakland non sembrava una destinazione adatta ad una squadra di football. La città non era alla ricerca di una squadra, non c'era alcuna cordata di imprenditori disponibili e la città non aveva uno stadio adatto al football professionistico (gli stadi più vicini erano a Berkeley e San Francisco). Inoltre era già presente una franchigia di successo nella baia di San Francisco, i San Francisco 49ers. Ad ogni modo i proprietari della AFL optarono per Oakland dopo che il proprietario dei Los Angeles Chargers Barron Hilton minacciò di abbandonare la propria franchigia, a meno che non fosse stata presente un'altra squadra nella West Coast. Il 30 gennaio 1960 fu perciò assegnata una franchigia ad Oakland, ereditando le scelte del draft di Minneapolis.

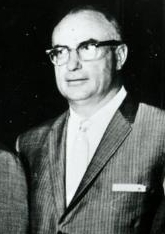
F. Wayne Valley, il primo proprietario dei Raiders, nel 1961

Dopo aver ottenuto la franchigia fu indetto un incontro tra uomini d'affari e personalità del luogo, guidati dall'ex senatore William F. Knowland, editore dell'Oakland Tribune, da Edgar Kaiser della Kaiser Steel, da Robert T. Nahas e dal consigliere comunale Robert Osborne. Altri partecipanti all'incontro furono il sindaco di Oakland Clifford E. Rishell, i consiglieri comunali Frank J. Youell, Felix Chialvo, Glenn E. Hoover, Fred Maggiora, John C. Houlihan, Dan Marovich e Howard E. Rilea, i membri del County Board di Alameda Kent D. Pursel (presidente), Emanuel P. Razeto, Leland W. Sweeney e Francis Dunn. L'incontro trovò un certo numero di uomini d'affari interessati a investire nella nuova franchigia. Il gruppo fu capitanato da Y. Charles (Chet) Soda, un immobiliarista locale e comprendeva anche Ed McGah, il consigliere comunale di Oakland Robert Osborne, F. Wayne Valley, il ristoratore Harvey Binns, la medaglia d'oro olimpica Don Blessing e l'imprenditore Charles Harney, costruttore del Candlestick Park.
Un concorso per trovare il nome alla squadra fu indetto dall'Oakland Tribune e il vincitore fu "Oakland Señors". Dopo alcune settimane in cui il nome fu preda degli scherzi locali (e delle accuse che il concorso fosse pilotato, dal momento che era ben noto nella comunità degli affari della zona che Soda chiamasse i propri conoscenti "señor"), la neonata squadra (e i suoi proprietari) cambiò il suo nome nove giorni dopo in Oakland Raiders, che era finito terzo nel concorso summenzionato. I colori originari della squadra erano nero, oro e bianco. Il celebre logo del pirata (o "raider") fu creato ispirandosi al volto dell'attore Randolph Scott.

### 1960
Quando l'Università della California rifiutò il permesso ai Raiders di giocare le loro gare casalinghe al Memorial Stadium di Berkeley, essi scelsero il Kezar Stadium di San Francisco come stadio di casa. La prima gara di stagione regolare della franchigia si disputò l'11 settembre 1960, fu una sconfitta 37–22 contro gli Houston Oilers.
Ai Raiders fu concesso di trasferirsi al Candlestick Park per le ultime tre gare della stagione regolare 1960 dopo aver ottenuto l'approvazione del San Francisco's Recreation and Park Commission, diventando la prima squadra di football professionistico a giocare nel nuovo stadio. Il cambio di stadio non riuscì però ad attrarre più spettatori alle partite dei Raiders, con presenze di 12.061 paganti (contro i Chargers nella sconfitta 41-17 del 4 dicembre), 9.037 (contro i New York Titans nella sconfitta 31-28 dell'11 dicembre) e 7.000 (stimati, contro i Denver Broncos nella vittoria 48–10 che chiuse la stagione il 17 dicembre) a Candlestick.
I Raiders terminarono la loro prima stagione con un record di 6-8, perdendo 500.000 dollari. Alla disperata ricerca di denaro per far continuare a vivere la squadra, Valley ricevette un prestito di 400.000 dollari dal fondatore dei Buffalo Bills Ralph C. Wilson.

### 1961-62
Alla fine della prima stagione, Soda uscì dal sodalizio e il 17 gennaio 1961 Valley, McGah e Osborne rilevarono le quote dei restanti quattro partner. Poco dopo, Valley e McGah acquisirono anche la quota di Osborne, con Valley nominato managing general partner. Dopo essersi divisi nella stagione precedente tra Kezar e Candlestick, i Raiders si trasferirono definitivamente a Candlestick Park nel 1961, dove le presenze complessive di pubblico furono 50.000 e la squadra terminò con un record di 2–12. Valley minacciò di trasferire i Raiders in un'altra zona a meno che non venisse costruito uno stadio a Oakland, ma nel 1962 i Raiders si spostarono al Frank Youell Field (18.000 posti poi portati a 22.000), il loro primo stadio ad Oakland. Fu uno stadio temporaneo in attesa che l'Oakland-Alameda County Coliseum venisse terminato. Diretti da Marty Feldman e Red Conkright, il secondo e terzo capo-allenatore della storia dei Raiders, la squadra terminò con un record di 1–13 nel 1962, perdendo le prime 13 gare stagionali (e stabilendo una striscia di 19 incontri persi consecutivi tra il 1961 e il 1962) prima di vincere la gara finale, con le presenze allo stadio che continuavano a rimanere basse.

## Oakland, la AFL e AL Davis (1963-69)

### 1963-66
Dopo la stagione 1962, Valley assunse Al Davis, un ex assistente allenatore dei San Diego Chargers, come capo-allenatore e general manager. A 33 anni, fu la più giovane persona della storia a ricoprire quei ruoli. Davis immediatamente cambiò i colori della squadra in argento e nero e iniziò a implementare il suo "gioco verticale" una aggressiva strategia di attacco ispirata alla "West Coast Offense" dell'allenatore dei Chargers Sid Gillman. Sotto la direzione di Davis, Oakland salì a un record di 10–4 nel 1963, con Al che fu premiato come allenatore dell'anno della AFL. Anche se la squadra scese a 5–7–2 nel 1964, si portò su un 8–5–1 di record nel 1965. Egli iniziò anche ad utilizzare slogan come "Pride and Poise", "Commitment to Excellence" e "Just Win, Baby", tutti divenuti marchi registrati.
Nell'aprile 1966 Davis lasciò i Raiders dopo essere stato nominato Commissioner della AFL. Due mesi dopo, la lega annunciò la sua fusione con la NFL. A causa di ciò, il ruolo di commissioner non era più necessario e Davis aprì una discussione con Valley per fare ritorno ai Raiders. Il 25 luglio 1966, Davis fece ritorno come co-proprietario della squadra, dopo aver acquistato per 18.000 dollari il 10% delle quote della società.

### 1967-69
Sul campo, la squadra assemblata e allenata da Davis migliorò rapidamente. Con John Rauch (scelto dallo stesso Davis) come capo-allenatore, i Raiders vinsero il campionato AFL del 1967, superando gli Houston Oilers 40-7. Grazie a quella vittoria si guadagnarono l'accesso al Super Bowl II, dove furono superati 33-14 dai Green Bay Packers di Vince Lombardi. Nei due anni successivi i Raiders vinsero ancora il titolo della Western Division, venendo sconfitti in entrambi i casi nella finale del campionato AFL dai futuri vincitori del Super Bowl: i New York Jets (1968) e i Kansas City Chiefs (1969).

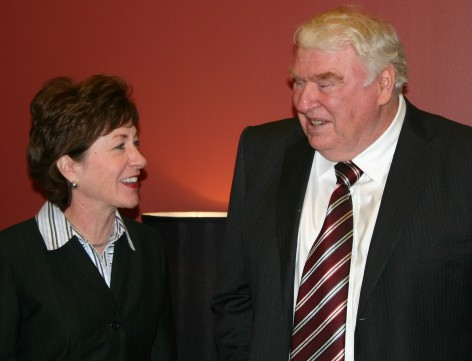
John Madden fu l'allenatore del primo Super Bowl vinto dai Raiders.

Nel 1969 John Madden divenne il sesto capo-allenatore della storia della squadra, guidando i Raiders a divenire una delle franchigie di maggior successo della NFL.

## Approdo nella NFL e l'epoca di John Madden (1970-78)

### 1970-71
Nel 1970 la fusione tra AFL e NFL portò i Raiders nella Western Division della American Football Conference della NFL. La prima stagione nella nuova lega vide Oakland vincere la AFC West con un record di 8-4-2 arrivando in finale di conference, dove furono sconfitti dai Baltimore Colts. Malgrado un'altra stagione con un record di 8-4-2 nel 1971, i Raiders non riuscirono a vincere la division e non si qualificarono per i playoff.

### 1972-78

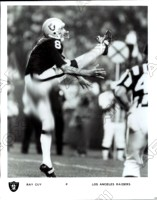
Ray Guy fu la scelta del primo giro dei Raiders nel Draft 1973 ed è l'unico punter ad essere mai stato introdotto nella Pro Football Hall of Fame

Nel 1972 con Wayne Valley per diverso tempo all'estero a causa dei Giochi Olimpici a Monaco, i legali di Davis scrissero un nuovo accordo che gli avrebbe consegnato il totale controllo delle attività dei Raiders. McGah, un sostenitore di Davis, siglò l'accordo. Secondo la legge, con i partner principali che avevano votato per 2–1 a favore della questione, il nuovo accordo venne ratificato. Valley quando ne venne a conoscenza si infuriò e aprì subito una disputa legale che però diede ragione a Davis e McGah. Quell'anno la squadra terminò con un record di 10-3-1 e un altro titolo di division. Nel divisional round dei playoff essi furono battuti dai Pittsburgh Steelers 13-7 con una giocata divenuta in seguito nota come The Immaculate Reception.
Con un record di 9-4-1 nel 1973, i Raiders raggiunsero la finale della AFC dove furono superati 27-10 dai Miami Dolphins.

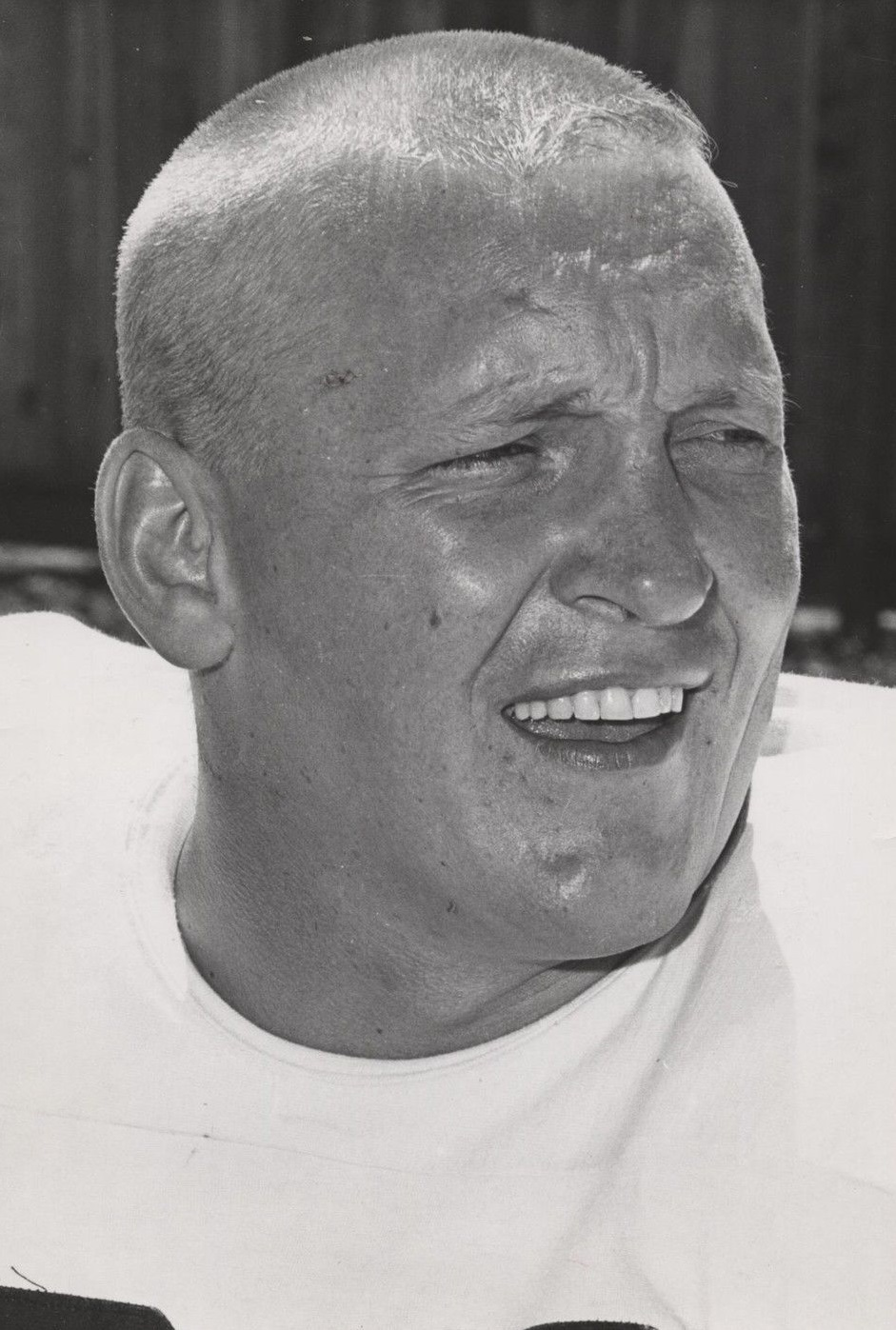
Jim Otto giocò coi Raiders dal 1960 al 1974.

Nel 1974 Oakland terminò la stagione regolare con un record di 12-2, inclusa una striscia di nove vittorie consecutive. Nel primo turno dei playoff batterono i Dolphins ma persero ancora con gli Steelers nella finale della AFC. A fine stagione, il quarterback Ken Stabler fu nominato MVP della NFL, il primo giocatore dei Raiders ad ottenere questo riconoscimento.
Nella gara di debutto della stagione 1975, i Raiders batterono Miami concludendo la striscia di 31 vittorie consecutive in casa dei Dolphins. Con un record di 11-3, essi batterono i Cincinnati Bengals nei divisional playoff ma ancora una volta non riuscirono ad avere ragione degli Steelers nella finale di conference.

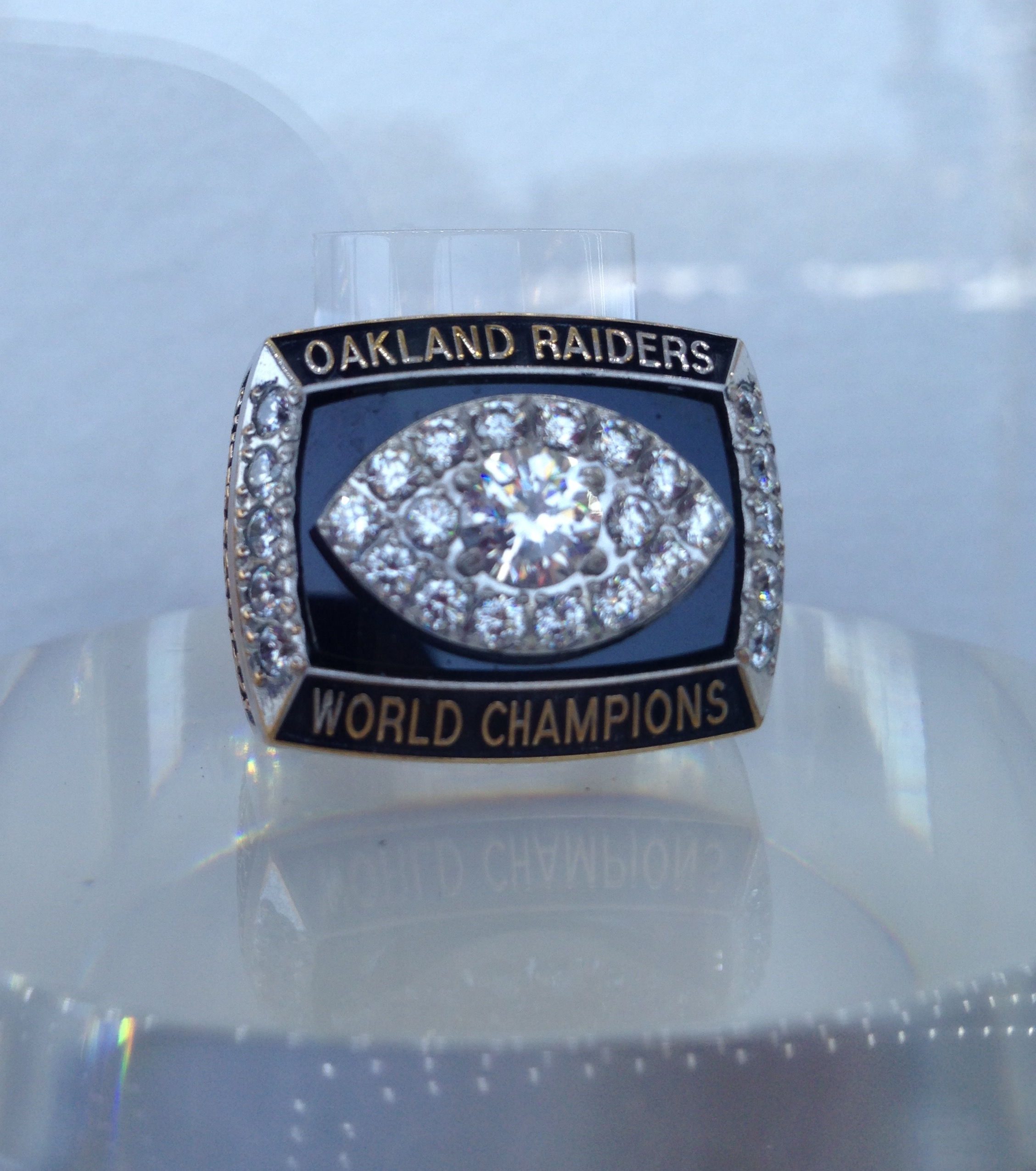
L'anello di campioni del Super Bowl XI

Nel 1976 Valley vendette le sue quote della squadra a Davis, che fino ad allora deteneva solo il 25% della squadra, e da questo momento questi fu definitivamente al comando. I Raiders batterono Pittsburgh nella rivincita della stagione precedente, cementando la loro reputazione di squadra tosta e aggressiva quando costrinsero il ricevitore avversario Lynn Swann a rimanere fuori per due settimane, dopo una collisione casco contro casco. Al Davis in seguito provò a fare causa per diffamazione all'allenatore degli Steelers Chuck Noll per aver definito il colpo della safety George Atkinson un colpo "criminale". I Raiders vinsero 13 partite nella stagione regolare e una partita punto a punto sui New England Patriots nei playoff. Nella finale della AFC riuscirono finalmente ad eliminare gli Steelers rallentati da vari infortuni, qualificandosi per il Super Bowl XI. Gli avversari di Oakland erano i Minnesota Vikings, una squadra che aveva perso tutte le sue precedenti tre partecipazioni al Super Bowl. I Raiders si portarono in vantaggio per 16-0 alla fine del primo tempo, forzando gli avversari a perdere diversi palloni. La partita si concluse in favore di Oakland per 32-14 in quello che fu il primo titolo della storia della franchigia dopo la fusione. MVP della partita fu il ricevitore Fred Biletnikoff che ricevette 4 passaggi per 79 yard.
La stagione successiva vide i Raiders terminare con un record di 11-3, perdendo tuttavia il titolo di division in favore dei Denver Broncos. Nel turno delle wild card contro i Baltimore Colts, Stabler completò un passaggio nel quarto periodo divenuto leggendario per Dave Casper, il quale permise di segnare il field goal del pareggio a Errol Mann. Questa giocata, soprannominata "Ghost to the Post", mandò la gara ai supplementari; i Raiders vinsero 37-31 dopo che Stabler lanciò un passaggio da touchdown da 10 yard per Casper, ma persero proprio coi Broncos la finale della AFC.

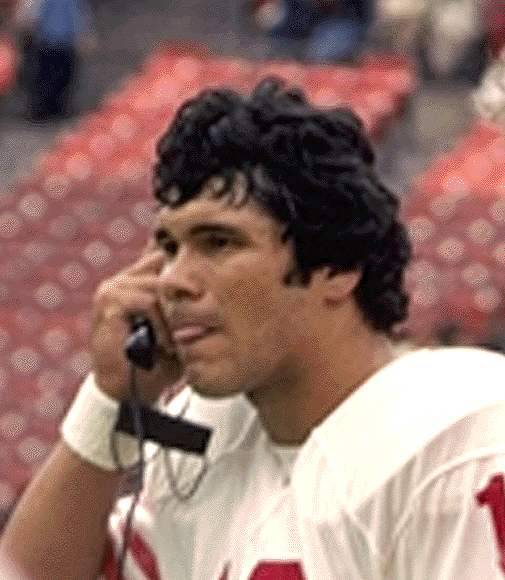
Jim Plunkett vinse due Super Bowl come quarterback dei Raiders.

Durante la pre-stagione del 1978, il ricevitore dei Patriots Darryl Stingley fu tragicamente infortunato dopo un colpo della free safety dei Raiders Jack Tatum rimanendo paralizzato per il resto della vita. Anche se Oakland terminò con un record positivo (9-7) non riuscì a qualificarsi per i playoff.

## Arrivo di Tom Flores e secondo Super Bowl (1979-1981)
Dopo dieci stagioni con un record vincente e una vittoria del Super Bowl, John Madden lasciò i Raiders (e la carriera di allenatore) nel 1979 per perseguire una carriera come commentatore televisione. Il suo sostituto fu l'ex quarterback dei Raiders Tom Flores, il primo allenatore ispanico della storia della NFL. Flores guidò i Raiders a un'altra stagione da 9-7 senza raggiungere i playoff.

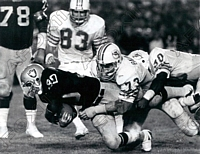
Una partita tra Raiders e Dolphins nel 1979

Nell'estate successiva, il popolare quarterback Ken Stabler fu scambiato con gli Houston Oilers, una mossa ampiamente criticata all'epoca. Nella quinta settimana della stagione 1980, il quarterback titolare Dan Pastorini si ruppe una gamba e fu rimpiazzato dall'ex prima scelta assoluta Jim Plunkett. Plunkett guidò Oakland a un record di 11-5 ottenendo una wild card per i playoff. Lì i Raiders superarono Houston Oilers, Cleveland Browns e San Diego Chargers, qualificandosi per il Super Bowl XV, contro i Philadelphia Eagles, grandemente favoriti. I Raiders vinsero il loro secondo campionato degli ultimi cinque anni vincendo per 27–10. Con quel trionfo, i Raiders divennero la prima squadra qualificatasi ai playoff come wild card a vincere il Super Bowl. Due record del Super Bowl avvennero durante quella partita: il passaggio da 80 yard di Plunkett per Kenny King rimase il più lungo della storia dell'evento per i successivi 23 anni e i tre intercetti di Rod Martin sul quarterback degli Eagles Ron Jaworski sono tuttora un record del Super Bowl. MVP della gara fu Jim Plunkett che completò 13 passaggi su 21 per 261 yard e 3 touchdown. Riflettendo sugli ultimi dieci anni dopo la cerimonia di premiazione, Al Davis affermò "questo è stato il nostro momento migliore, il migliore della storia degli Oakland Raiders. A Tom Flores, gli allenatori e gli atleti: siete stati magnifici là fuori, lo siete stati davvero."
La stagione successiva la squadra non riuscì a ripetere quelle prestazioni, concludendo il 1981 con un record di 7-9, la prima stagione con un record negativo della squadra dal 1963.

## Anni a Los Angeles (1982-1994)

### 1982-1988
Prima della stagione 1980, Al Davis tentò senza successo di ammodernare l'Oakland Coliseum, aggiungendo nello specifico dei box di lusso. Quell'anno, firmò una dichiarazione di intenti per trasferire i Raiders da Oakland a Los Angeles. La mossa, che avrebbe necessitato dell'approvazione di tre quarti dei proprietari della NFL, fu rigettata per 22-0 (5 si astennero). Quando Davis provò a trasferire la squadra comunque, fu bloccato con un'ingiunzione. In risposta, i Raiders non solo divennero parte attiva nella causa antitrust contro il Los Angeles Memorial Coliseum (che recentemente aveva perso i Los Angeles Rams), ma ne intentarono una essi stessi. Dopo che la prima causa non ebbe successo, nel 1982 una seconda giuria si pronunciò in favore di Davis e del Los Angeles Coliseum, spianando la strada al trasferimento, avvenuto nel 1982.
Nella stagione accorciata per sciopero del 1982, i Raiders terminarono con un record di 8-1, primi nella AFC, ma persero nel secondo turno di playoff contro i New York Jets.

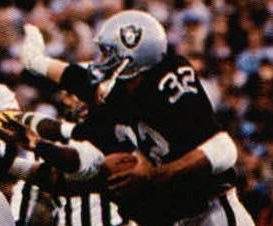
Il running back Marcus Allen nel Super Bowl XVIII di cui fu votato MVP

Nella stagione 1983, la squadra terminò con un record di 12–4 ed ottenne delle vittorie convincenti contro Steelers e Seattle Seahawks nei playoff. Contro i favoriti Washington Redskins nel Super Bowl XVIII, i Raiders si portarono in vantaggio per 21–3 alla fine del primo tempo e vinsero nettamente per 38-9 conquistando il loro terzo Super Bowl. Miglior giocatore della partita fu il running back al secondo anno Marcus Allen che corse l'allora record del Super Bowl di 191 yard e segnò due touchdown, inclusa l'allora record di una corsa da 74 yard nel terzo quarto.
La squadra disputò un'altra buona stagione regolare nel 1984, terminando 11-5, ma una striscia di tre sconfitte consecutive li costrinse a qualificarsi ai playoff come wildcard, dove furono sconfitti dai Seahawks.
Nel 1985 Oakland vinse 12 partite e la propria division, ma fu subito eliminata nei playoff a causa di un'imbarazzante sconfitta casalinga coi Patriots. Marcus Allen fu premiato come MVP della lega e come giocatore offensivo dell'anno dopo aver corso 1.759 yard e segnato 14 touchdown complessivi.
Le fortune dei Raiders declinarono dopo il 1985, quando, tra il 1986 e il 1989, non terminarono mai con un record migliore di 8–8 e conclusero con due stagioni consecutive con un record negativo per la prima volta dal biennio 1961–62. Il 1986 vide anche Al Davis attaccare pubblicamente Marcus Allen, accusandolo di fingere degli infortuni. La faida continuò anche nel 1987 e Davis firmò Bo Jackson per prendere il posto di Allen. Tuttavia, Jackson era anche un left fielder per i Kansas City Royals della Major League Baseball e non poteva giocare a tempo pieno fino al termine della stagione del baseball a ottobre. Ancora peggio, un altro sciopero costrinse la NFL ad accorciare la stagione di una partita e di usare per tre gare dei giocatori di riserva. I Raiders ottennero un record parziale di 1-2 in quelle partite. Dopo un negativo record di 5-10, Tom Flores fu spostato nella dirigenza, venendo sostituito dall'assistente offensivo dei Denver Broncos Mike Shanahan. Shanahan guidò la squadra a una stagione da 7-9 nel 1988, mentre Allen e Jackson continuarono ad alternarsi nel ruolo di running back titolare. Basse presenze di pubblico e un'apatia dei tifosi ormai divenuta evidente a questo punto, portarono nell'estate del 1989 le prime voci di un ritorno a Oakland, confermate da una gara di pre-stagione contro gli Houston Oilers tenuta all'Oakland Coliseum.

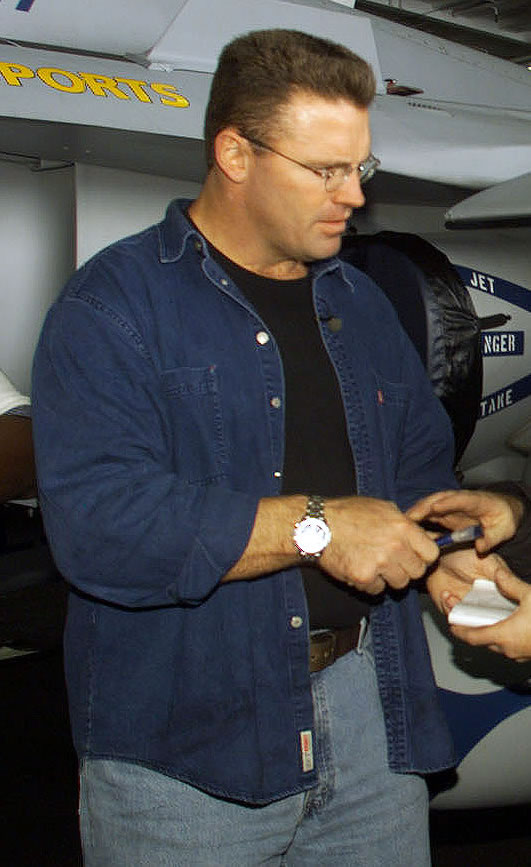
L'Hall of Famer Howie Long giocò tutta la carriera coi Raiders dal 1981 al 1993.

### 1989-1994
Le negoziazioni tra Davis e Oakland iniziarono nel gennaio 1989 e l'11 marzo 1991, Davis annunciò la propria intenzione di riportare i Raiders a Oakland. Al settembre 1991, numerosi ritardi avevano impedito il completamento dell'accordo tra Davis e Oakland. L'11 settembre Davis annunciò un nuovo accordo per rimanere a Los Angeles, portando molti tifosi a Oakland a bruciare il merchandising dei Raiders in segno di disgusto.
Dopo aver iniziato la stagione con un record di 1-3, Shanahan fu licenziato da Davis, dando inizio a una lunga faida tra i due. Fu sostituito dall'ex offensive lineman dei Raiders Art Shell, che era stato introdotto nella Pro Football Hall of Fame pochi mesi prima. Con quell'assunzione, Shell divenne il primo allenatore afro-americano dell'epoca moderna della NFL, ma la sua squadra terminò con un record di 8-8. Nel 1990 Shell guidò Los Angeles a un record di 12–4. Essi batterono i Bengals nel divisional round dei playoff, ma Bo Jackson si infortunò al femore sinistro dopo un tackle. Senza di lui, i Raiders furono battuti nettamente nella finale della AFC dai Buffalo Bills. Jackson fu costretto a ritirarsi dal football, anche se l'operazione chirurgica gli consentì di continuare a giocare a baseball fino al ritiro definitivo avvenuto nel 1994.
Le fortune della squadra precipitarono dopo quella perdita. Essa avrebbe raggiunto i playoff solo altre due volte nel corso degli anni novanta e finì più in alto del terzo posto nella division solo tre volte. Il fiasco di Todd Marinovich oscurò le stagioni dei Raiders nel 1991 e 1992. Marinovich aveva giocato a football sin da bambino e le sue prestazioni gli avevano fatto guadagnare il soprannome di "Robo QB" dalla stampa sportiva. Egli frequentò USC e fu scelto come 24º assoluto nel Draft NFL 1991. Tuttavia egli faticò in campo e fu svincolato dopo la stagione a causa dell'abuso di sostanze stupefacenti. Nel 1991 i Raiders si qualificarono ai playoff come wild card dopo aver terminato la stagione regolare con un record di 9-7, ma furono eliminati da Kansas City. Il 1992 vide la squadra scendere a 7-9. Questo periodo fu caratterizzato dall'infortunio di Jackson del 1991, dai fallimenti del quarterback Todd Marinovich, dalla partenza al veleno di Marcus Allen nel 1993 e dal ritiro del defensive end successivamente inserito nella Hall of Fame Howie Long dopo la stagione 1993, quando i Raiders terminarono con un record di 10-6 e persero contro Buffalo nel divisional round dei playoff. Shell fu licenziato dopo una stagione da 9-7 nel 1994.
I cinque anni di Shell come capo-allenatore a Los Angeles furono segnati dalla infuocata disputa tra la stella Marcus Allen e Al Davis. L'esatto motivo della frizione è sconosciuto, ma una disputa contrattuale portò Davis a riferirsi ad Allen come "un cancro per la squadra". Alla fine degli anni ottanta, gli infortuni iniziarono a ridurre il ruolo di Allen nell'attacco. Questo ruolo si ridimensionò ancora maggiormente quando i Raiders scelsero Bo Jackson nel Draft 1987. Nel 1990 Allen era scivolato al quarto posto nelle gerarchie della squadra, portandolo al risentimento verso alcuni dei compagni di squadra. Alla fine del 1992, Allen si scagliò pubblicamente contro Davis, accusandolo apertamente di rovinargli la carriera per impedirgli di entrare a far parte della Pro Football Hall of Fame. Nel 1993 Allen passò ai rivali Kansas City Chiefs. Fu inserito nella Hall of Fame nel 2003.

## Ritorno a Oakland (1995-2019)
Il 23 giugno 1995 Davis firmò una lettera di intenti per riportare i Raiders a Oakland. Il trasferimento fu approvato dall'Alameda County Board of Supervisors il mese successivo, oltre che dalla NFL. Lo spostamento fu accolto con favore e, sotto la direzione del nuovo allenatore Mike White la stagione 1995 iniziò bene per la squadra. Oakland partì con un record di 8–2, ma gli infortuni al quarterback titolare Jeff Hostetler contribuirono a una striscia di sei sconfitte consecutive, coi Raiders che non si qualificarono per i playoff per il secondo anno consecutivo.

### L'era Gruden

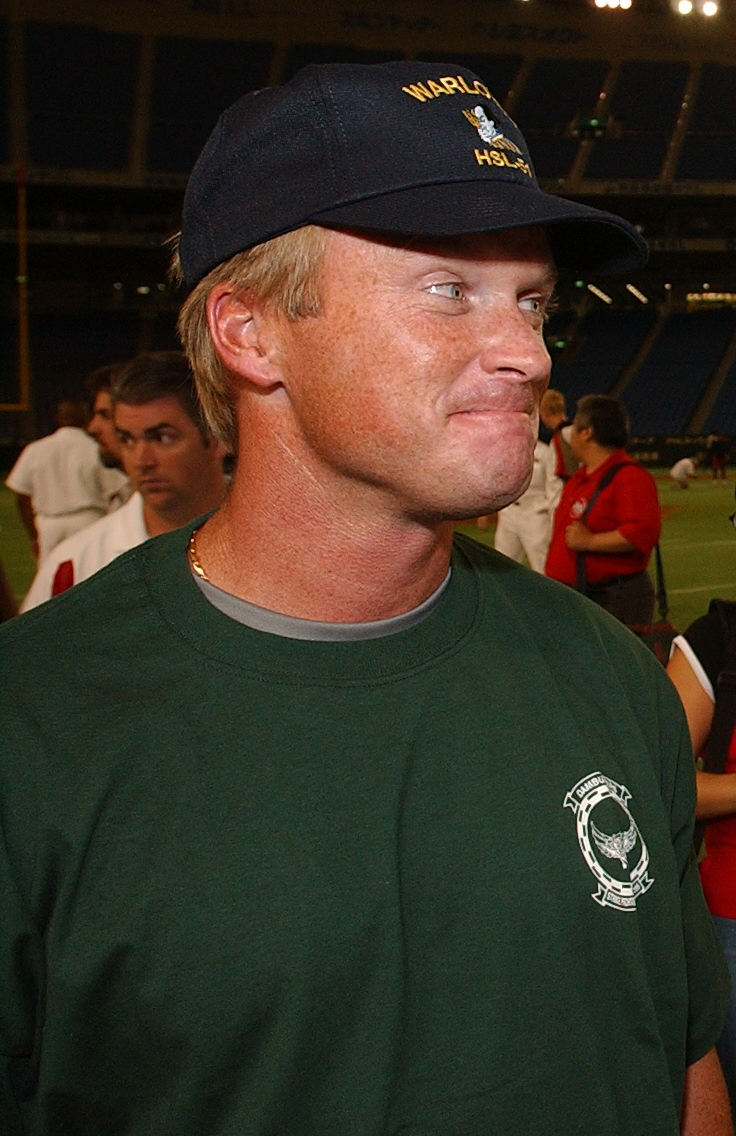
L'allenatore Jon Gruden aiutò Oakland a risollevarsi dopo un decennio negativo.

Dopo altre due stagioni senza successi (7-9 nel 1996 e 4-12 nel 1997) sotto White e il suo successore, Joe Bugel, Davis scelse il suo capo-allenatore fuori dall'organizzazione dei Raiders solamente per la seconda volta, quando assunse il coordinatore offensivo dei Philadelphia Eagles Jon Gruden, il quale aveva precedentemente lavorato con i 49ers e Packers diretti da Mike Holmgren. Sotto la direzione di Gruden, i Raiders ebbero due stagioni consecutive terminate 8-8 nel 1998 e 1999, abbandonando l'ultimo posto della AFC West. Oakland terminò con un record di 12-4 la stagione 2000, la miglior stagione dell'ultimo decennio. Guidata dal quarterback veterano Rich Gannon, Oakland vinse il suo primo titolo di division dal 1990, giungendo fino alla finale della AFC, dove fu sconfitta 16–3 dai futuri vincitori del Super Bowl, i Baltimore Ravens.
Prima della stagione 2001, la squadra acquisì Jerry Rice, leader di tutti i tempi della NFL per yard ricevute. La stagione terminò con un record di 10-6 e col secondo titolo consecutivo della AFC West ma la sconfitta giunse ancora contro i futuri campioni, i New England Patriots, in una controversa partita divenuta nota come "Tuck Rule Game". La gara si disputò durante una violenta tempesta di neve e nel quarto periodo, un apparente fumble del quarterback dei Patriots Tom Brady fu recuperato dal linebacker dei Raiders Greg Biekert. Quel recupero avrebbe condotto i Raiders alla vittoria ma l'azione fu rivista al replay, venendo giudicata come un passaggio incompleto. I Patriots mantennero il possesso del pallone e segnarono il field goal del pareggio. La gara si concluse ai tempi supplementari dove si concluse con la vittoria dei Patriots, 16–13.

### L'era Callahan (2002-2003)

#### 2002: la sconfitta nel Super Bowl XXXVII
Poco dopo la fine della stagione, i Raiders furono coinvolti in una mossa inusuale, svincolando Gruden e permettendogli di firmare coi Tampa Bay Buccaneers. In cambio, i Raiders ricevettero soldi e alcune scelte del draft dei Buccaneers. Tale mossa avvenne dopo mesi di speculazioni secondo cui Davis e Gruden si fossero trovati ai ferri corti sia personalmente che professionalmente. Bill Callahan, il coordinatore offensivo e della linea offensiva durante gli anni di Gruden, fu nominato nuovo capo-allenatore.
Sotto le gestione Callahan, i Raiders terminarono la stagione con un record di 11-5, vincendo il terzo titolo di division consecutivo e concludendo col miglior record della AFC. Rich Gannon fu nominato MVP della NFL dopo aver guidato la lega con 4.689 yard passate. Dopo aver battuto i New York Jets e i Tennessee Titans con un largo margine nei playoff, i Raiders raggiunsero il quinto Super Bowl della loro storia, il Super Bowl XXXVII. I loro avversari furono i Tampa Bay Buccaneers, allenati proprio da Gruden. I Raiders, che non avevano apportato grandi cambiamenti agli schemi offensivi di Gruden, furono intercettati ben cinque volte dai Buccaneers, che vinsero nettamente 48–21. Alcuni giocatori di Tampa Bay affermarono che Gruden gli aveva fornito talmente tante informazioni sull'attacco di Oakland, che essi sapevano esattamente quali giocate sarebbero state chiamate.

#### 2003
La seconda stagione di Callahan ebbe un successo considerevolmente minore. Oakland terminò con un record di 4–12, il peggiore dal 1997. Dopo una sconfitta nel finale di stagione coi Denver Broncos, un visibilmente frustrato Callahan esclamò, "Siamo la squadra peggiore d'America in termini di gioco". Alla fine della stagione regolare 2003, Callahan fu licenziato, venendo sostituito dall'ex capo-allenatore dei Washington Redskins Norv Turner.

### Cambi di allenatore (2004-2014)

#### 2004

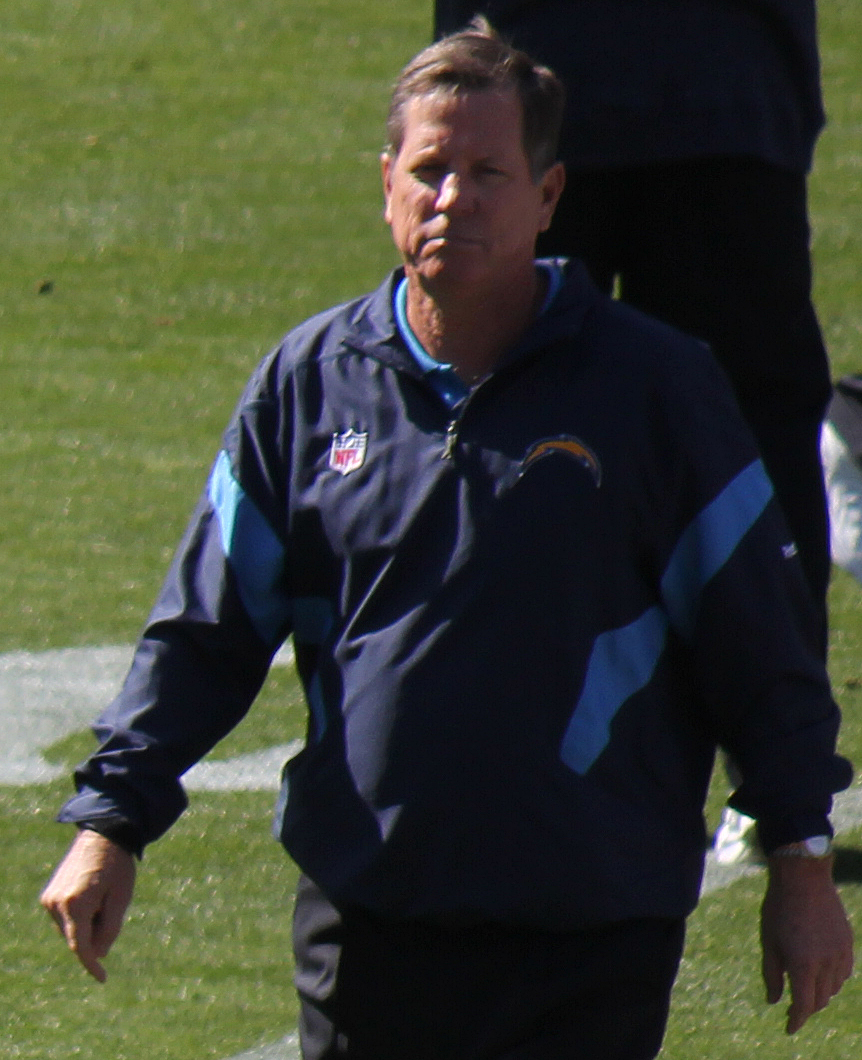
Norv Turner allenatore nel 2004 e 2005

Le fortune di Oakland non migliorarono nel primo anno di Turner. Oakland terminò la stagione 2004 con un record di 5–11, con una sola vittoria nella division (di un solo punto sui Broncos a Denver). Durante la settimana 3 contro i Buccaneers, Rich Gannon soffrì un infortunio al collo che fece concludere la sua stagione e anche la carriera; infatti non ritornò mai con la squadra e si ritirò prima della stagione 2005; Kerry Collins, che aveva guidato i New York Giants fino al Super Bowl XXXV, aveva firmato con Oakland dopo la stagione 2003 e divenne il quarterback titolare della squadra.

#### 2005
Tentando di migliorare il proprio attacco, agli inizi del 2005 i Raiders acquisirono il wide receiver Randy Moss tramite uno scambio coi Minnesota Vikings e firmarono come free agent il running back Lamont Jordan dei New York Jets. Dopo una stagione con un record di 4–12 ancora all'ultimo posto nella division, Turner fu licenziato. 

#### 2006: il ritorno di Art Shell
L'11 febbraio 2006, la squadra annunciò il ritorno di Art Shell come capo-allenatore. Nel confermare la notizia, Al Davis disse che licenziare Shell nel 1995 era stato un errore.
Sotto la seconda direzione di Shell, i Raiders persero le prime cinque gare del 2006 terminando con un record di 2-14, il peggiore della franchigia dal 1962. L'attacco di Oakland faticò moltissimo, segnando solamente 168 punti (il minimo della storia della franchigia) e concesse il massimo della lega con 72 sack. Il wide receiver Jerry Porter fu messo in panchina da Shell per la maggior parte della stagione, in una scelta che molti videro come dettata da risentimenti personali piuttosto che da fattori tecnici. Con il peggior record della lega, i Raiders ebbero la prima scelta assoluta del draft per la prima volta dal 1962.

#### 2007

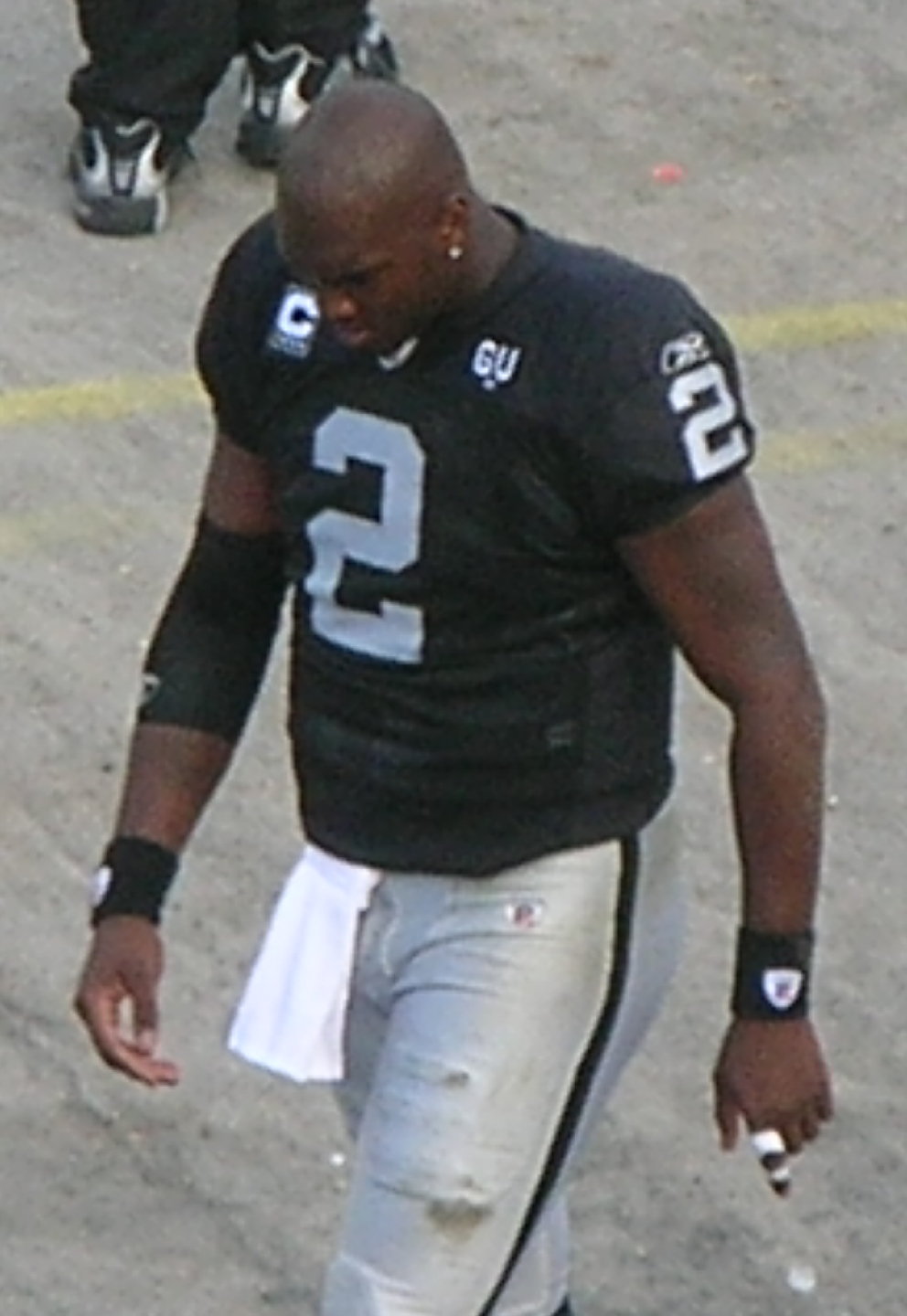
JaMarcus Russell, scelto come primo assoluto nel Draft NFL 2007, fu una delle peggiori scelte della storia del Draft.

Shell fu licenziato dopo una sola stagione il 4 gennaio 2007. Il 22 gennaio, la squadra annunciò che il trentunenne Lane Kiffin, ex coordinatore offensivo di USC, sarebbe diventato il più giovane allenatore nella storia della franchigia e il più giovane della NFL. Nel Draft NFL 2007 i Raiders scelsero il quarterback da LSU JaMarcus Russell come primo assoluto. Kiffin portò i Raiders a un record di 4-12 nel 2007. 

#### 2008

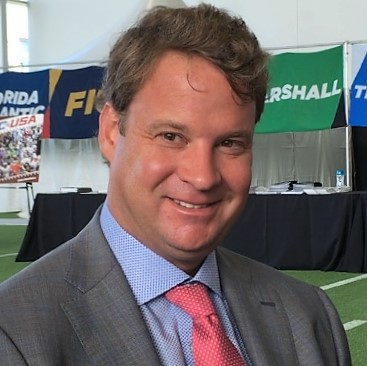
Lane Kiffin allenatore nel 2007 e poi licenziato nel 2008

Dopo una partenza con un record di 1-3 nel 2008 e dopo mesi di speculazioni, Al Davis licenzió Kiffin il 30 settembre 2008. Tom Cable fu nominato allenatore ad interim per il resto della stagione e divenne ufficialmente il 17º allenatore della storia della squadra il 3 febbraio 2009.
Il loro finale di stagione nel 2008 si sarebbe rivelato il migliore dalla stagione dell'ultimo Super Bowl raggiunto nel 2005. La squadra terminò con un record di 5-11 al terzo posto nella AFC West, la prima volta che non terminava all'ultimo posto dal 2002.

#### 2009

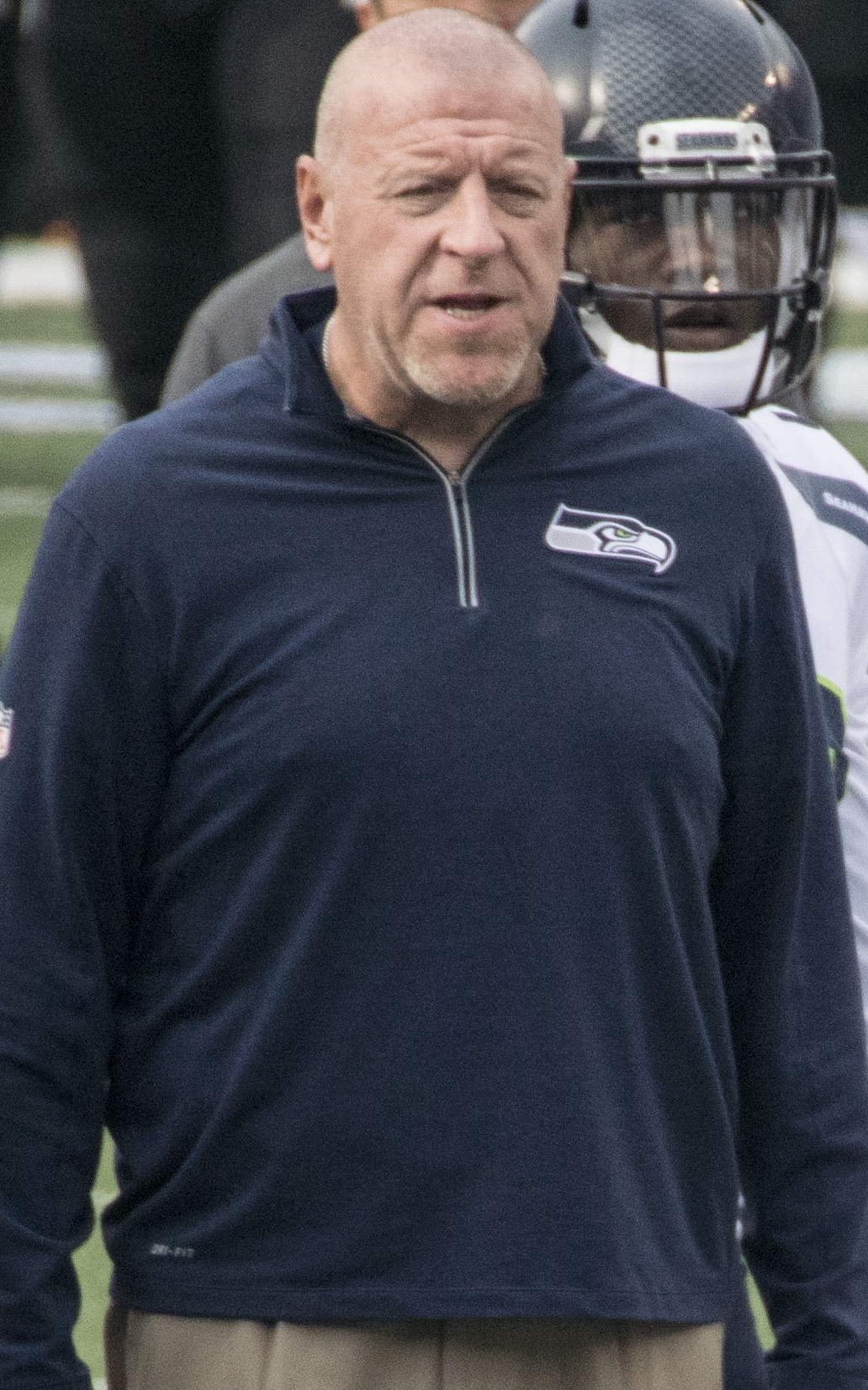
Tom Cable allenatore nel 2009

La stagione 2009 terminò con lo stesso record, anche se la stagione fu in qualche modo addolcita dal fatto che quattro delle cinque vittorie vennero contro avversari con un record migliore del 50%. Alla fine della stagione 2009, i Raiders divennero la prima franchigia della storia a perdere almeno 11 partite per sette stagioni consecutive.

#### 2010

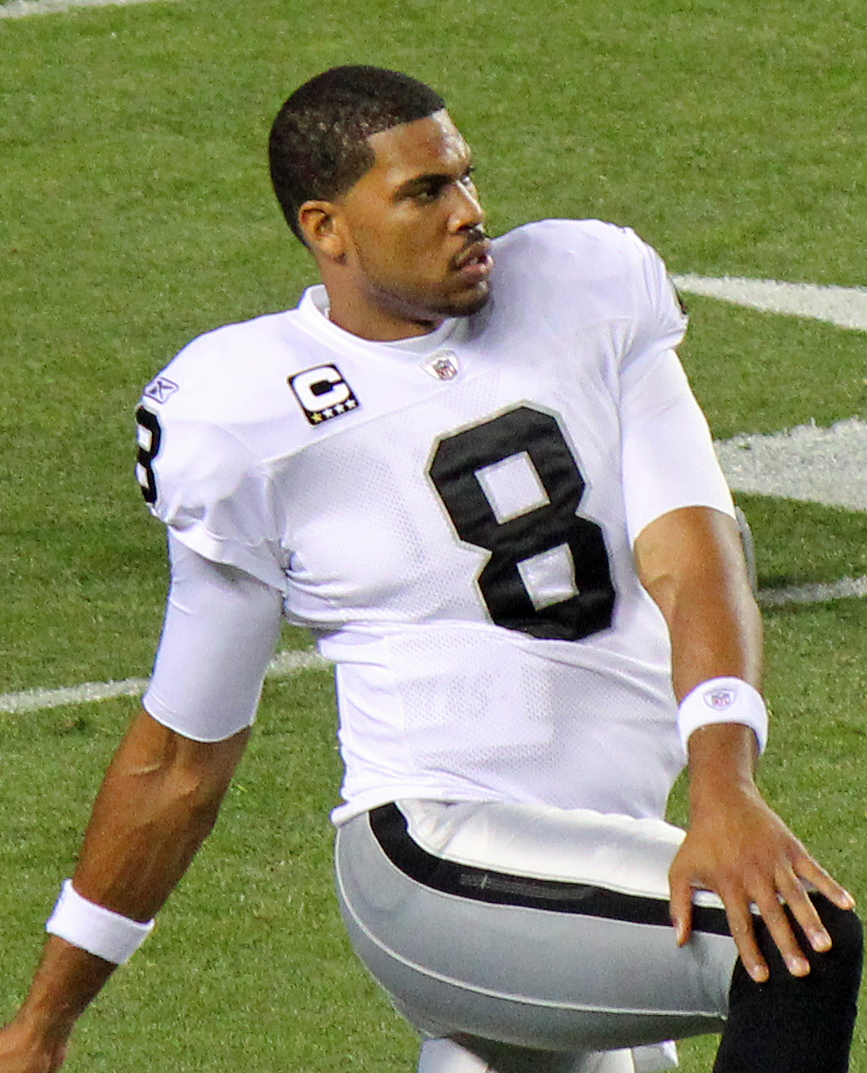
Il quarterback Jason Campbell

Nel 2010 i Raiders ebbero un buon draft dopo diversi anni e svincolarono Jamarcus Russell a maggio. Il suo sostituto fu Jason Campbell, ottenuto tramite uno scambio con Washington. Le cose per la squadra sembrarono migliorare, anche se ciò non si evinse dal debutto stagionale, in cui perse nettamente 38–13 in trasferta contro Tennessee. Tornati a Oakland, i Raiders batterono St. Louis e poi persero 21–20 contro gli Arizona Cardinals. Dopo una sconfitta casalinga contro gli Houston Texans, essi batterono i rivali di division dei Chargers 35–27 per la prima volta in sette anni, dopo di che persero la "Battle of the Bay" con San Francisco. Nella settimana 7 a Denver i Raider spazzarono via i loro rivali con 8 touchdown (2 passati, 5 corsi e uno su ritorno da un intercetto), stabilendo con un punteggio di 59–14 il maggior numero di punti segnati nella storia della franchigia. Dopo una striscia di tre vittorie consecutive, i Raiders arrivarono alla settimana di pausa con un record di 5 vittorie e 4 sconfitte.
Dopo la settimana di pausa, i Raiders persero contro i Pittsburgh e Miami prima di battere San Diego e perdere contro i Jacksonville Jaguars Jaguars. Con una vittoria su Denver nella settimana 15 tennero accese le loro speranze di centrare un posto nei playoff ma una sconfitta coi Colts li tenne fuori dalla post-season per l'ottavo anno consecutivo. Battendo i Chiefs nell'ultima settimana, i Raiders divennero la prima squadra della storia a vincere tutte le gare contro gli avversari della propria division e non raggiungere i playoff.
Malgrado avesse iniziato una strada che sembrava potesse dare buoni frutti, Tom Cable fu licenziato da Al Davis poco dopo la fine della stagione, affermando "Avevo appena iniziato a sentire che non eravamo dei perdenti". Davis promosse il coordinatore offensivo Hue Jackson a capo-allenatore nella sua prima apparizione pubblica dal novembre 2009. Il fisicamente fragile, ma ancora tagliente Davis spiegò la sua decisione di licenziare Cable affermando "Se una stagione da 50% non è essere dei perdenti, non so cosa significhi essere dei perdenti."

#### 2011: la scomparsa di Al Davis

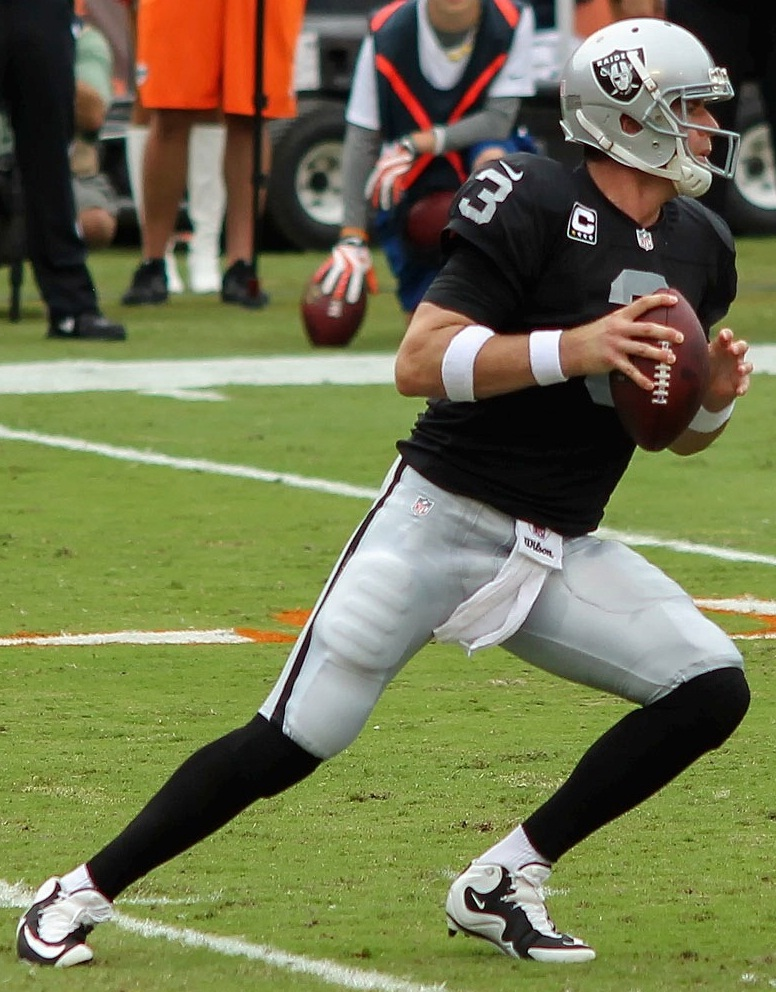
Carson Palmer arrivò ai Raiders a metà della stagione 2011.

Le principali mosse di mercato della squadra furono scambiare il quarterback Bruce Gradkowski con Cincinnati e il cornerback Nnamdi Asomugha con Philadelphia. Nel Monday Night Football della settimana 1, Oakland vinse 23-20 una gara in cui i Broncos commisero diversi errori e penalità. Il placekicker Sebastian Janikowski durante quella gara pareggiò il record NFL segnando un field goal da 63 yard. Nelle settimane successive, i Raiders persero una gara equilibrata contro Buffalo 38-35, batterono i Jets 34-24 e persero a New England 31–19 iniziando con un record di 2-2.
Dopo essere volati a Houston per una gara contro i Texans, i Raiders furono sconvolti dalla morte di Al Davis, che era stato parte della storia della franchigia per tutti gli anni dalla fondazione, tranne i primi tre. Un intercetto all'ultimo secondo del quarterback dei Texans Matt Schaub permise ai Raiders di vincere all'ultimo secondo, ma nella vittoria della settimana successiva sui Cleveland Browns, Jason Campbell si fratturò una vertebra, dicendo addio alla propria stagione. Con le riserve Kyle Boller e Terrelle Pryor considerate inadatte a sostituirlo, i Raiders fecero un'offerta disperata a Cincinnati per acquisire il quarterback Carson Palmer, che si era ritirato dopo una lite con la squadra ma che era ancora sotto contratto. Con la dipartita di Al Davis, Hue Jackson era effettivamente a capo di tutte le decisioni e alla fine convinse il proprietario dei Bengals Mike Brown a cedere Palmer in cambio di due scelte del primo giro di Oakland. Palmer fu disponibile per giocare nella settimana 7 contro i Chiefs, anche se Boller partì come titolare. Dopo che questi lanciò tre intercetti fu sostituito da Palmer nel secondo tempo. Questi lanciò altri tre intercetti e i Raiders persero 28–0.
Con una AFC West estremamente debole, i Raiders oscillarono tra il terzo e il primo posto col procedere della stagione. Una striscia di tre sconfitte consecutive a dicembre minò le loro possibilità di centrare i playoff, ma nell'ultima settimana la squadra aveva ancora la possibilità di vincere la division. Oakland fu però sconfitta da San Diego e per il nono anno consecutivo fallì nel centrare i playoff o raggiungere un record positivo.

#### 2012

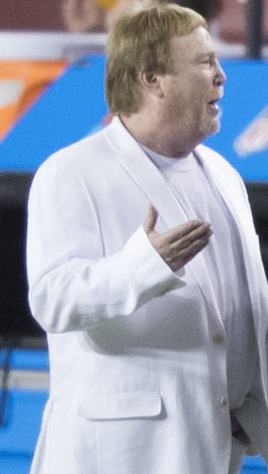
Mark Davis, figlio di Al, prese le redini della squadra insieme alla madre Carol

Malgrado voci su una possibile vendita della squadra, la famiglia di Al Davis, fece sapere che avrebbe mantenuto la proprietà, con il figlio Mark Davis che prese le redini della squadra insieme alla madre Carol. Dopo la stagione 2011, Jackson fu licenziato per far posto a Dennis Allen, ex coordinatore difensivo dei Broncos e primo allenatore dalla mentalità difensiva della squadra dai tempi di John Madden.
I Raiders iniziarono il 2012 perdendo malamente nel Monday Night contro San Diego 24-14. La squadra fu tormentata da fumble e passaggi non ricevuti e non segnò alcun touchdown fino al finale di partite. Nota positiva fu la difesa che contribuì a limitare le giocate sui passaggi di San Diego.
Dopo un'altra netta sconfitta contro Miami, i Raiders tornarono a giocare in casa per affrontare Pittsburgh nella settimana 3. Già nel secondo quarto, come da molti pronosticato, gli Steelers stavano dominando contro una delle squadre peggiori della lega. Nel terzo quarto però, il ricevitore Darrius Heyward-Bey si scontrò con un difensore di Pittsburgh rimanendo a terra privo di conoscenza. Dopo essere stato portato in ospedale, gli fu diagnosticato un infortunio al collo (che in seguito non si rivelò serio). La perdita di Heyward-Bey ispirò il resto della squadra che diede vita a una rimonta impressionante portandosi sul 34-34 sul finire del quarto periodo. Dopo di ciò, Sebastian Janikowski calciò con successo un field goal da 32 yard, dando un'insperata vittoria per 37-34 ai Raiders.
A quella vittoria seguirono due sconfitte contro Broncos e Atlanta Falcons, due delle squadre migliori della lega, prima di vincere due partite consecutive: una ai supplementari coi Jaguars e una in trasferta a Kansas City, portando i Raiders a un insperato record di 3-4. Nelle ultime nove partite, i Raiders vinsero solamente quella contro i derelitti Chiefs per 15-0, terminando con un record di 4-12 al penultimo posto nella division. Malgrado ciò, Dennis Allen fu confermato.

#### 2013
Nella stagione 2013, ci furono pochi segnali di miglioramento, coi Raiders che finirono ancora con un record di 4-12, inclusa una sconfitta particolarmente imbarazzante con gli Eagles nella settimana 9 in cui il quarterback avversario Nick Foles lanciò un record NFL di 7 passaggi da touchdown. Nella settimana 15 invece, la squadra subì 56 punti. Ancora una volta, tuttavia, Allen a fine stagione fu confermato.

#### 2014: l'arrivo di Derek Carr

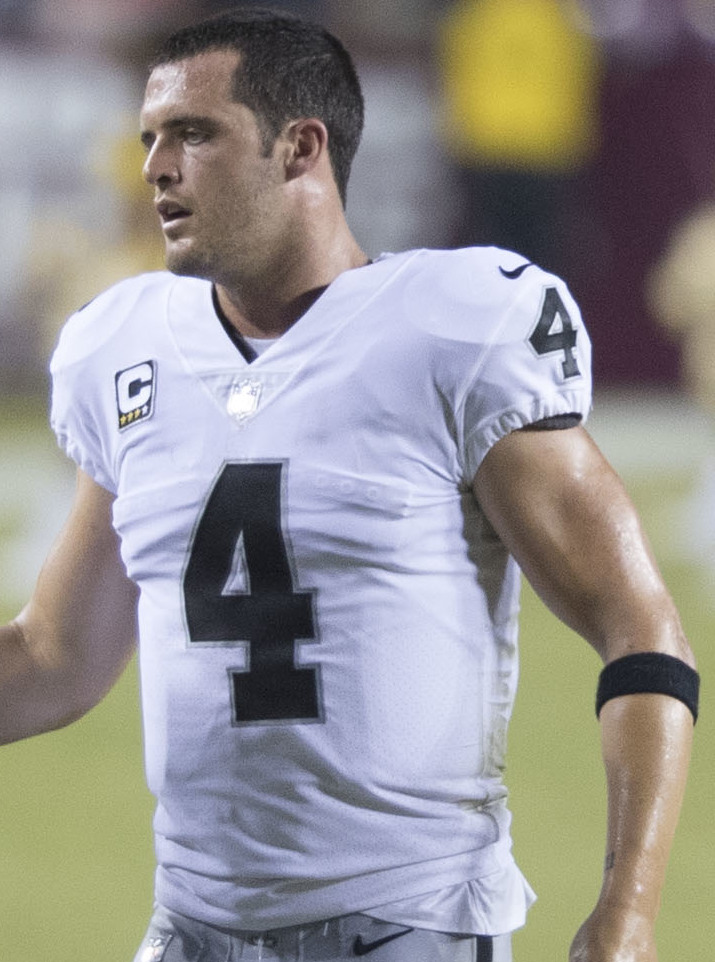
Derek Carr fu scelto nel secondo giro del draft 2014

Nel 2014, dopo avere perso tutte le prime quattro partite, Dennis Allen fu infine licenziato, venendo sostituito ad interim dall'ex capo-allenatore dei Dolphins e allora allenatore della linea offensiva dei Raiders Tony Sparano. La squadra concluse l'annata con un bilancio di 3-13, compresa una sconfitta per 52-0 contro i Rams nella settimana 13, e fu la prima ad essere eliminata matematicamente dalla corsa ai playoff. In particolar modo a faticare fu l'attacco di Oakland, che guadagnò una media di 282,2 yard a partita (ultimi nella lega). Ci furono anche alcune note positive, come il quarterback scelto al secondo giro Derek Carr che fu il titolare per tutta la stagione e stabilì il record di franchigia per yard passate da un rookie. Inoltre la scelta del primo giro, il linebacker Khalil Mack, mise a segno 75 tackle e 4 sack.

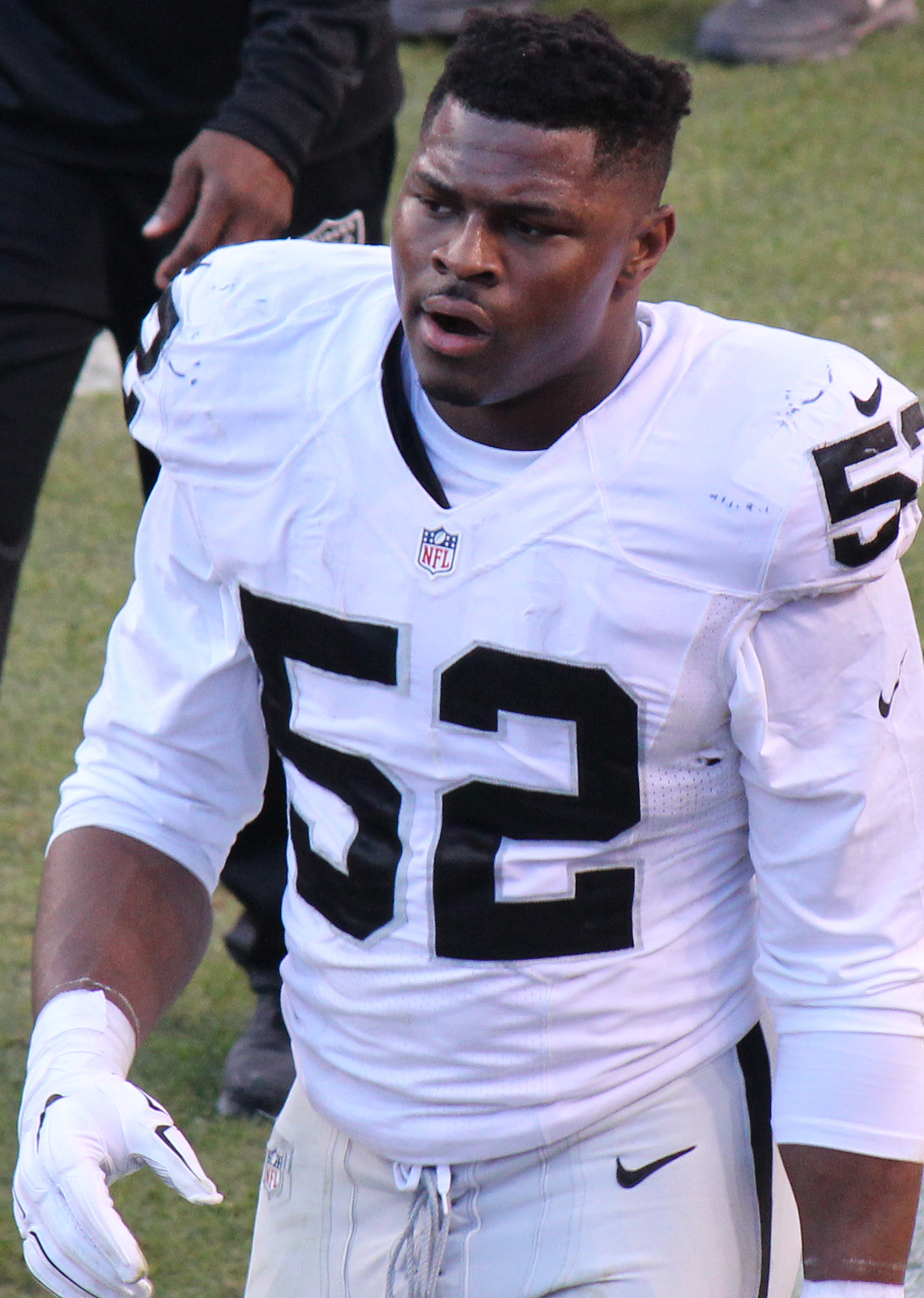
Khalil Mack nel 2016 fu premiato come difensore dell'anno.

### L'era Del Rio (2015-2017)

#### 2015

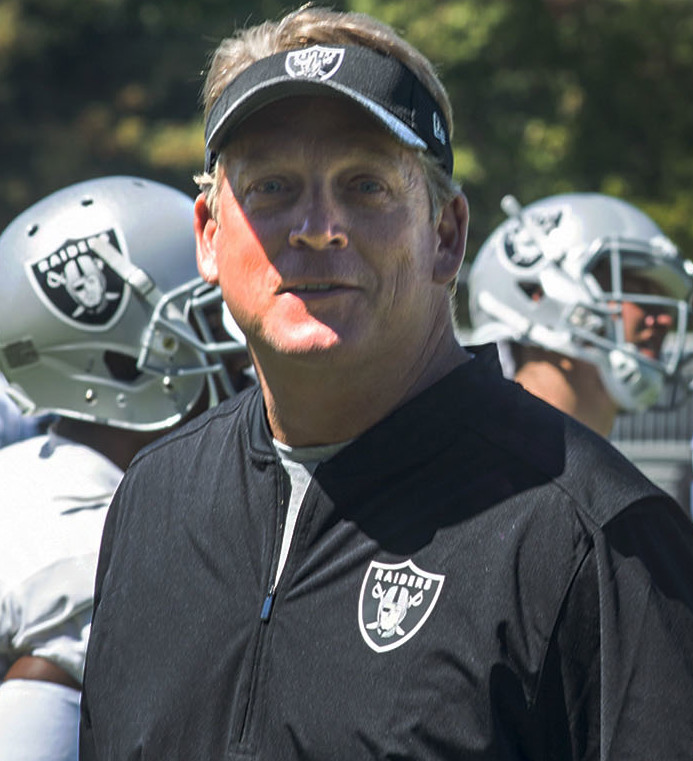
Jack del Rio, allenatore dal 2015

Il 14 gennaio 2015, Jack Del Rio, allora coordinatore difensivo dei Denver Broncos ed ex capo-allenatore dei Jacksonville Jaguars, fu nominato nuovo allenatore del club. La sua prima stagione, pur terminando con più sconfitte, 9, che vittorie, 7, fu un netto miglioramento rispetto alle stagioni precedenti. Il quarterback Derek Carr mostrò nuovi progressi, un ottimo anno da rookie fu disputato dal wide receiver Amari Cooper, mentre in difesa Khalil Mack si confermò ad alti livelli, con 15 sack.

#### 2016
Nel 2016 i Raiders confermarono i miglioramenti della stagione precedente, assicurandosi, con una vittoria nella settimana 15 sui Chargers, la prima qualificazione ai playoff dal 2002. Sette giorni dopo però, contro gli Indianapolis Colts, Derek Carr, ormai assurto a uno dei migliori quarterback della lega, si ruppe un perone, perdendo il resto della stagione, inclusa l'unica gara di playoff della squadra. Il quarterback di riserva Matt McGloin disputò come titolare l'ultima gara della stagione regolare, ma si infortunò anch'egli a una spalla durante quella sfida, costringendo il rookie Connor Cook a giocare per il resto della stagione. La stagione regolare si chiuse con 12 vittorie e 4 sconfitte al secondo posto nella division. Cook iniziò come titolare la gara di playoff contro gli Houston Texans ma subì tre intercetti e Oakland fu sconfitta per 27-14. A fine anno, Khalil Mack fu premiato come miglior difensore della lega.

#### 2017
Dopo dieci anni di tentativi di ottenere un nuovo stadio a Oakland al posto del decadente Oakland-Alameda County Coliseum non andati a buon fine, la squadra nel 2017 diede il via alle pratiche per il trasferimento a Las Vegas, approvato con una votazione quasi unanime dei proprietari della NFL il 27 marzo 2017. Fino alla costruzione del nuovo stadio, il club continuò a disputare le proprie partite all'Oakland-Alameda County Coliseum. La stagione si chiuse con un record di 6 vittorie e 10 sconfitte che valse il terzo posto in divisione e la mancata qualificazione ai play-off.

### Gli ultimi anni a Oakland: il ritorno di Gruden (2018-2019)

#### 2018
Il 6 gennaio 2018 i Raiders annunciano il ritorno nel ruolo di capo-allenatore di Jon Gruden con un contratto decennale da 100 milioni di dollari. Gruden, che aveva lasciato la squadra nel 2001 e poi vinto il Super Bowl XXXVII con i Tampa Bay Buccaneers, era lontano dai campi dal 2010. Gruden cominciò a modellare la squadra facendo partire anche giocatori importanti come Khalil Mack e Amari Cooper. La stagione fu chiusa con un record negativo di 4 vittorie e 12 sconfitte, arrivando quarti e ultimi nella AFC West, fuori dai play-off per il secondo anno di fila.

#### 2019
Prima dell'inizio della stagione, essendo concluso il contratto d'affitto per l'utilizzo del RingCentral Coliseum di Oakland, i Raiders si accordarono per giocare le loro gare casalinghe all'Oracle Park di San Francisco, ma furono bloccati dai San Francisco 49ers e costretti quindi a tornare a giocare ad Oakland. Fu ingaggiato come nuovo general manager Mike Mayock, ex commentatore televisivo per NFL Network come esperto di draft, che scelse nel Draft NFL 2019 giocatori che diventeranno importanti per i Raiders, come il defensive end Maxx Crosby, il running back Josh Jacobs e il wide receiver Hunter Renfrow. La stagione si chiuse con un record sempre negativo ma migliore di quello dell'anno precedente: 7 vittorie e 9 sconfitte, terzi nella AFC West e ancora fuori dai play-off. Visto il completamento del loro nuovo stadio a Las Vegas, questa fu la 25ª e ultima stagione giocata dai Raiders ad Oakland.

## Il trasferimento a Las Vegas (2020-presente)
Il 22 gennaio 2020 i Raiders ufficializzarono il loro trasferimento a Las Vegas in Nevada a partire dalla stagione che andava ad iniziare, adottando quindi il nome di Las Vegas Raiders e andando a disputare le loro partite casalinghe nel nuovo ed ultramoderno Allegiant Stadium, impianto coperto costruito vicino alla Las Vegas Strip, con una capienza di 65.000 posti, con un doppio manto di gioco (naturale e sintetico) e dotato di svariate suite e servizi esclusivi.

### Gli ultimi anni con Gruden (2020-2021)

#### 2020: l'anno del Covid-19
La prima stagione a Las Vegas coincise con la diffusione della pandemia di Covid-19: i Raiders, a differenze di altre squadre della lega e malgrado il nuovo stadio, decisero di disputare l'intera stagione senza pubblico. Dal Draft NFL 2020 arrivò il promettente wide receiver Henry Ruggs da Alabama. Con le vittorie nelle prime due gare stagionali i Raiders divennero la terza franchigia proveniente dall'originaria American Football League a raggiungere le 500 vittorie tra stagione regolare e playoff. La prima parte dell'annata fu positiva con la squadra che raggiunse un record di 6 vittorie e 3 sconfitte, in piena corsa play-off, ma nella seconda parte si ebbe un notevole calo delle prestazioni e così si chiuse con un record in pareggio di 8-8, che escluse per il quarto anno di fila i Raiders dalla postseason.

#### 2021: l'interim di Rich Bisaccia
Questa stagione, la prima della NFL sulla distanza delle 17 partite, fu pesantemente caratterizzata da questioni extra sportive: prima dell'inizio della stagione regolare, il defensive end Carl Nassib dichiarò di essere omosessuale, diventando il primo giocatore NFL a farlo. Poi, l'11 ottobre 2021, sul record di 3-2, Gruden si dimise a seguito di uno scandalo per la pubblicazione di alcune sue email, scritte prima del suo ritorno ai Raiders, in cui utilizzava termini omofobi, misogini e razzisti, venendo rimpiazzato come capo-allenatore ad interim dal coordinatore degli special team Rich Bisaccia. In seguito, il 2 novembre 2021, il wide receiver Ruggs fu svincolato dopo l'arresto con l'accusa di guida in stato di ebbrezza per un incidente automobilistico in cui è deceduta una donna di 23 anni.
Malgrado questo sul campo Bisaccia seppe condurre la squadra ad un ottimo risultato chiudendo la stagione con un record di 10-7, secondi nella AFC West e qualificati ai play-off dopo cinque anni, venendo poi sconfitti nel wild card round dai Bengals che arriveranno quindi fino al Super Bowl.

### Josh McDaniels eThe Patriots Way(2022-2023)

#### 2022: l'ultima stagione di Derek Carr
I positivi risultati di Bisaccia e il buon appeal di giocatori e tifosi verso quest'ultimo non bastarono a convincere Mark Davis a confermarlo capo-allenatore preferendo di affidare la squadra a Josh McDaniels affiancato dal nuovo general manager Dave Ziegler. Entrambi avevano militato per anni nei New England Patriots di Bill Belichick che avevano vinto tutto con Tom Brady: fu evidente il tentativo di perseguire quella che fu giornalisticamente definita The Patriots Way ossia portare l'esperienza di quei Patriots dentro e fuori dal campo anche nei Raiders, dando un'organizzazione in cui ogni giocatore è chiamato ad anteporre gli interessi e le necessità della squadra ai propri, abbracciando completamente e senza discussioni la visione e gli intendimenti del capo-allenatore e della dirigenza, mettendosi quindi a totale disposizione della franchigia. Questo proposito si vide già nell'offseason con metà dei giocatori ereditati dalla gestione Gruden fatti partire, comprese scelte recenti del draft come Alex Leatherwood, e sostituiti da altri che avevano militato in passato nei Patriots, come Chandler Jones. Inoltre scambiarono la scelta al 1º giro del Draft NFL 2022 per prendere Davante Adams, uno dei più forti wide receiver della lega, che ritrovava il quarterback Derek Carr con cui aveva giocato al college. A metà stagione però la squadra aveva un record di 2-7 con prestazioni negative sia in attacco che in difesa. Si riprese un po' nella seconda metà chiudendo con un record di 6-11 e restando fuori dai playoff. In evidenza Adams, leader della lega per touchdown con 14, e Josh Jacobs leader NFL per yard corse con 1 653.
A fine stagione, nell'ottica del rinnovamento voluto da McDaniels, il quarterback Derek Carr, al suo nono anno da titolare con i Raiders e dopo essere stato messo in panchina nelle ultime due gare, fu svincolato.